# اونچا
شهر اونچا (به روسی: Унеча) در کشور روسیه و در اوبلاست بریانسک واقع شده‌است.